# Cinnyris minullus
Cinnyris minullus là một loài chim trong họ Nectariniidae.